# 小行星20358
小行星20358（20358 Dalem）是一颗绕太阳运转的小行星，为主小行星带小行星。该小行星于1998年4月25日发现。

## 轨道参数
小行星20358的轨道半长轴为2.5997718 UA，离心率为0.147。